# San Pablo (Wenezuela)
San Pablo – miasto w Wenezueli, w stanie Yaracuy.